# Kapitán Exner (seriál)
Kapitán Exner je dvanáctidílný český detektivní televizní seriál, vysílaný televizí Prima v roce 2017. Je inspirován románovými detektivními příběhy o kapitánu Exnerovi, jejichž autorem je Václav Erben.
Hlavní roli kapitána kriminálky JUDr. Michala Exnera ztvárnil Michal Dlouhý. Role jeho spolupracovníků, poručíků Milana Vlčka a Bohumila Beránka, vytvořili Jan Vondráček a David Novotný. Exnerovu femme fatale pak maďarsko-slovenská herečka Vica Kerekes. Autory projektu jsou scenárista Jan Drbohlav a producent a spoluscenárista Daniel Severa. Režie se ujali Vít Karas a Ivan Pokorný. 
Kritička Mirka Spáčilová v recenzi uvedla, že seriál se vyznačuje nadčasovostí a svým poklidným tempem i způsobem vyprávění jej lze srovnávat například s Vraždami v Midsomeru.

## Seznam dílů
- Osamělý mrtvý muž – 1. a 2. část
- Poslední pád mistra Materny – 3. a 4. část
- Denár v dívčí dlani – 5. a 6. část
- Znamení lyry – 7. a 8. část
- Na dosah ruky – 9. a 10. část
- Bláznova smrt – 11. a 12. část

Seriál má taky alternativní šestidílný sestřih se zkrácenými 80minutovými díly. Poprvé byl takto odvysílán 6. ledna – 10. února 2019.

## Fotogalerie
Jaguar E-Type z natáčení seriálu na výstavě Automobilové klenoty 2019

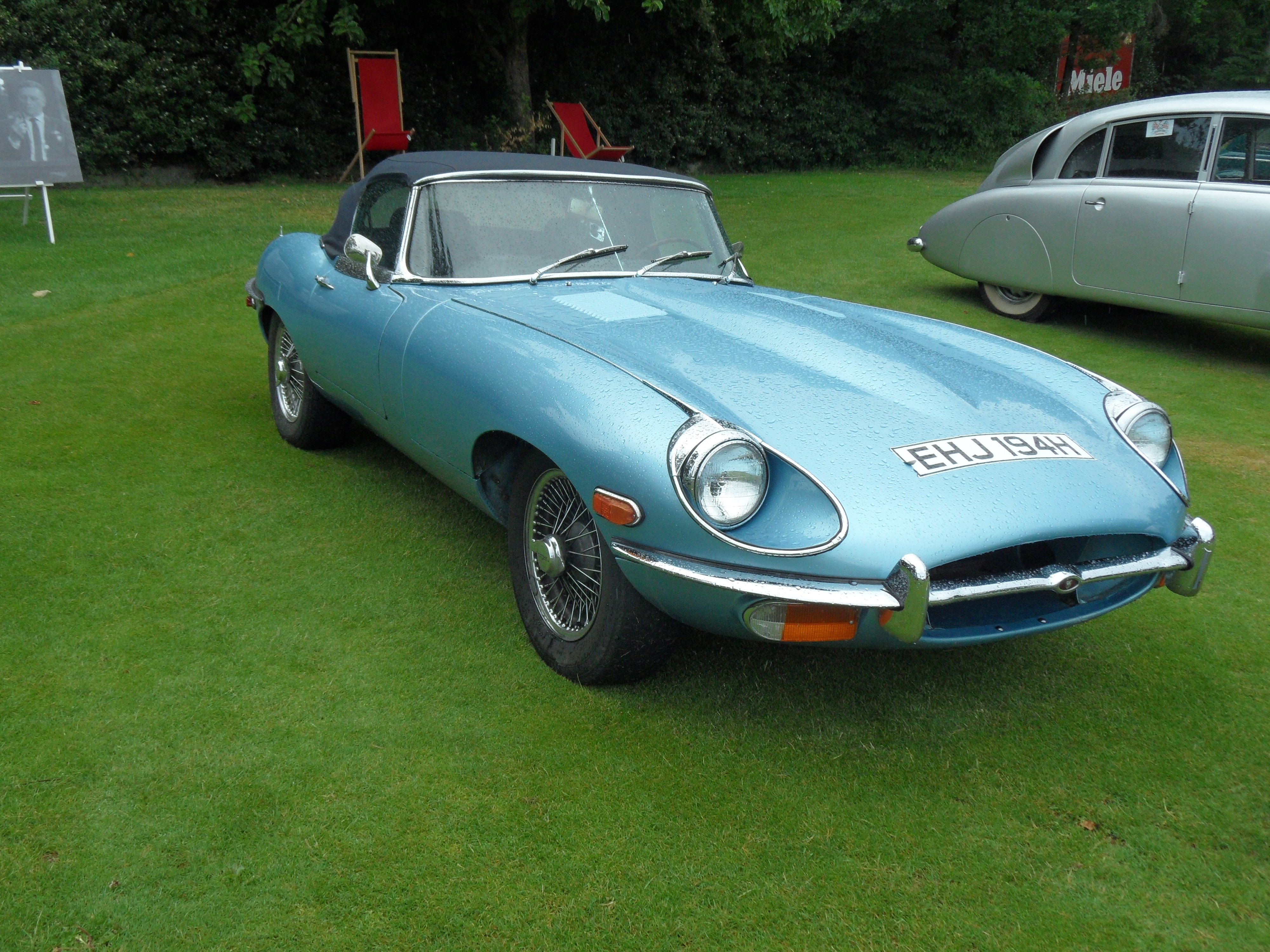
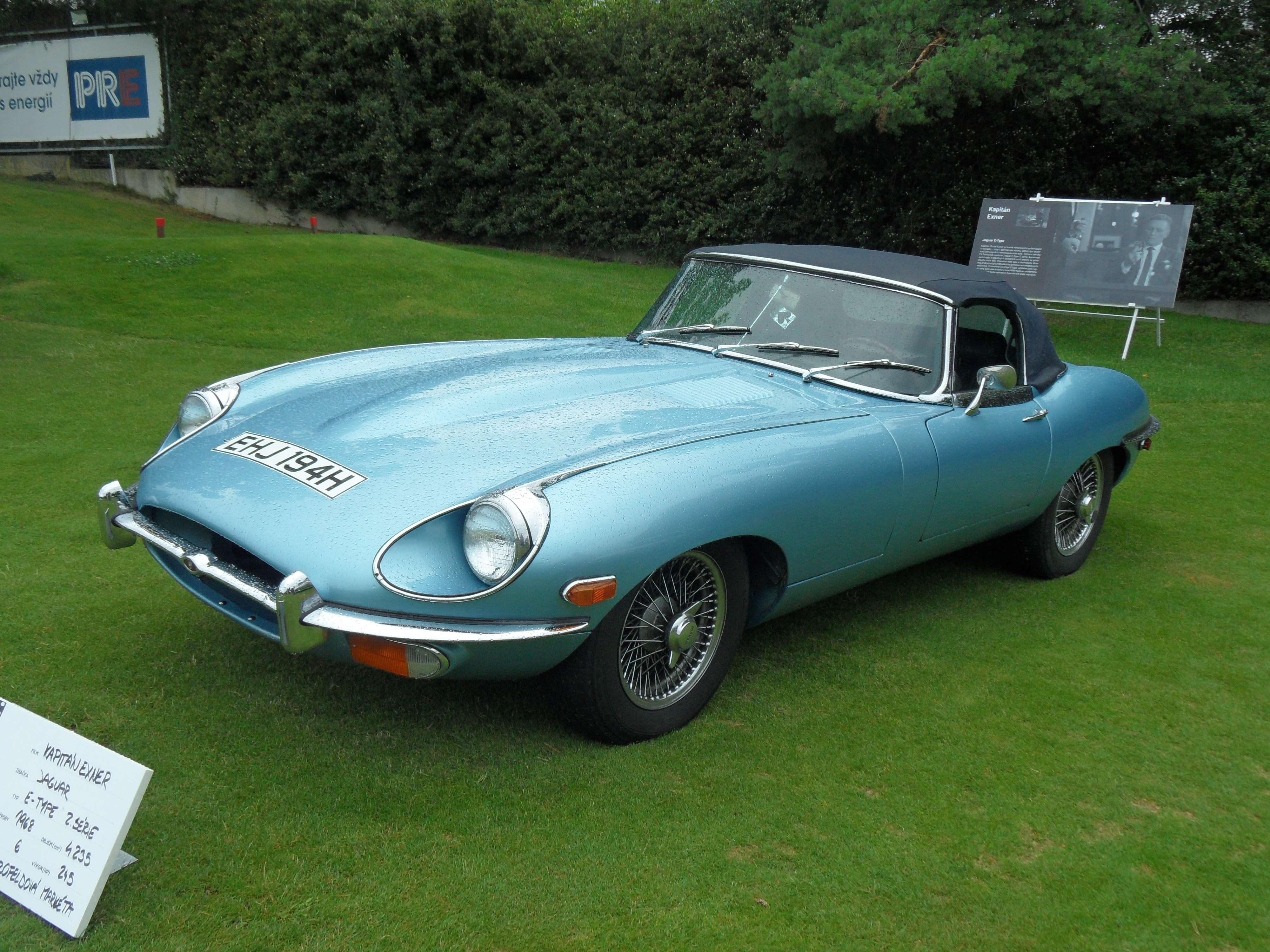
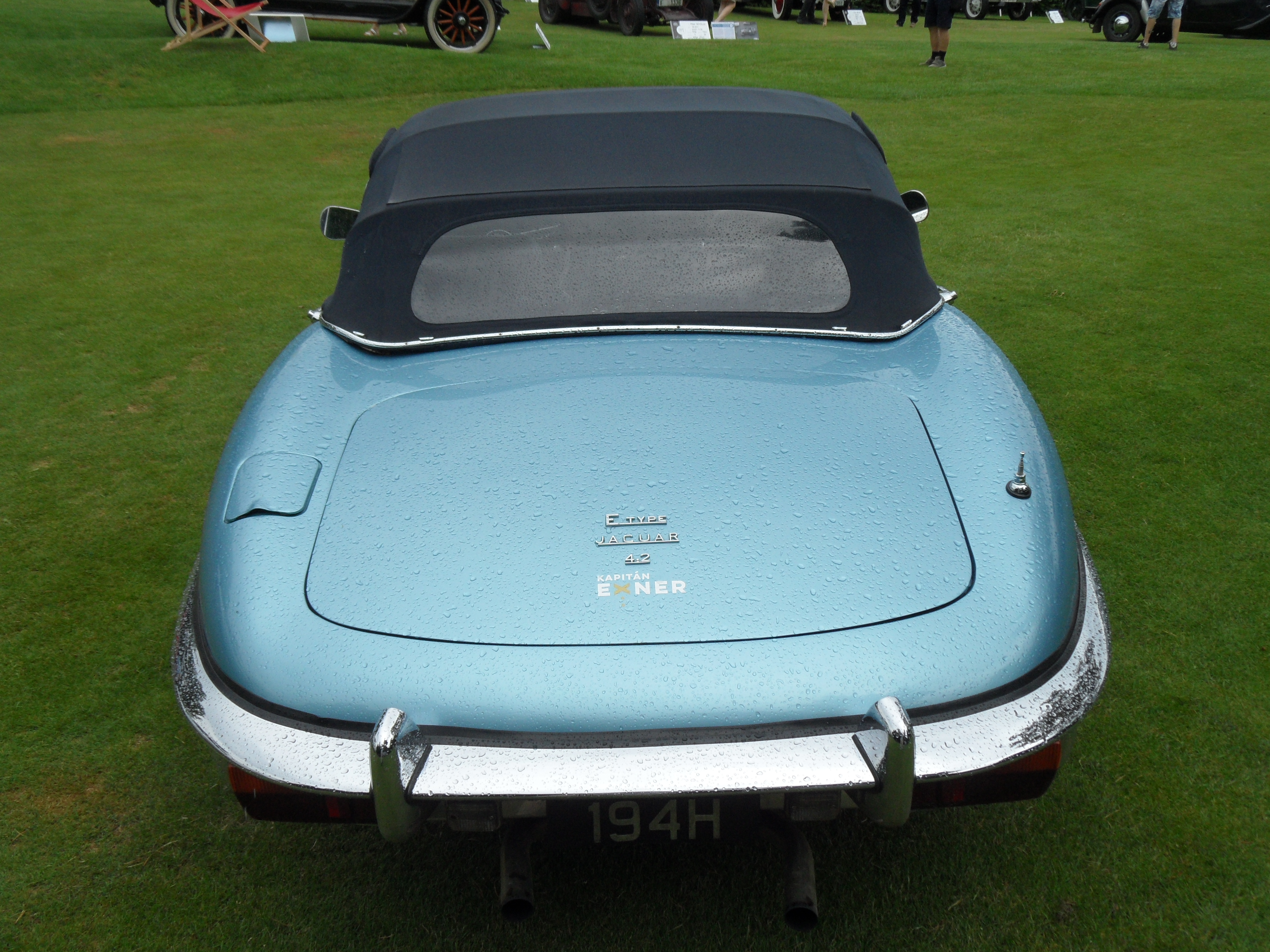
Detail zadní části s nápisem kapitán Exner